# Bactrododema phillipsi
Bactrododema phillipsi är en insektsart som först beskrevs av Kirby 1896.  Bactrododema phillipsi ingår i släktet Bactrododema och familjen Diapheromeridae. Inga underarter finns listade.